# Spinotournayella
Spinotournayella es un género de foraminífero bentónico de la subfamilia Chernyshinellinae, de la familia Tournayellidae, de la superfamilia Tournayelloidea, del suborden Fusulinina y del orden Fusulinida. Su especie tipo es Plectogyra tumula. Su rango cronoestratigráfico abarca el Tournaisiense superior (Carbonífero inferior).

## Discusión
Algunas clasificaciones más recientes incluyen Spinotournayella en la familia Chernyshinellidae, y en el suborden Tournayellina, del orden Tournayellida, de la subclase Fusulinana y de la clase Fusulinata.

## Clasificación
Spinotournayella incluye a la siguiente especie:
- Spinotournayella tumula †

Otra especie considerada en Spinotournayella es:
- Spinotournayella michoti †, de posición genérica incierta